# Château de Boissières
Le Château de Boissières est un château situé à Boissières, dans le département du Gard et la région Languedoc-Roussillon. Il est aujourd'hui une propriété privée.
Il peut se visiter lors des Journées du Patrimoine[réf. souhaitée].